# Dale Hoiberg
Dale Hollis Hoiberg é um sinólogo americano, editor-chefe da Encyclopædia Britannica desde 1997 substituindo no cargo, Robert Dale McHenr.